# U Ribombu
U Ribombu ist eine korsische Zeitschrift in französischer und korsischer Sprache. Sie wurde 1974 in Nizza von korsischen Studenten der Consulta di i Studenti Corsi (CSC) gegründet. Seitdem hat sich U Ribombu als Presseorgan der korsisch-nationalistischen Bewegung etabliert und setzt sich für die Unabhängigkeit der Insel von Frankreich ein. Zunächst erschien sie wöchentlich als Verlautbarung der A Cuncolta Naziunalista sowie der im Untergrund agierenden Frontu di Liberazione Naziunalista Corsu (FLNC), inzwischen noch monatlich als Sprachrohr der Nachfolgeorganisation, der Corsica Nazione Independente-Bewegung.
U Ribombu berichtet und reflektiert korsische wie auch internationale Themen.